# جنیفر پینچز
جنیفر پینچز (به انگلیسی: Jennifer Pinches) ژیمناست زادهٔ ۲۵ مهٔ ۱۹۹۴ میلادی اهل کشور بریتانیا است. او یکی از هواداران  نردفایتریا است و در المپیک ۲۰۱۲ نشان این گروه را نمایش داد.
وی هم‌اکنون کمک‌مربی تیم ژیمناستیک UCLA Bruins است.